# Autómata (película)
Autómata es una película de ciencia ficción protagonizada por Antonio Banderas; dirigida por Gabe Ibáñez y coescrita por Ibáñez con Igor Legarreta y Javier Sánchez Donate. Junto con Banderas los otros protagonistas son Birgitte Hjort Sørensen, Melanie Griffith, Dylan McDermott, Robert Forster y Tim McInnerny.

## Argumento
En 2044, las erupciones solares han hecho radiactiva la superficie de la Tierra y diezmado la población humana. Los supervivientes han construido robots, llamados "peregrinos", para ayudarles a reconstruir el campo en ambientes hostiles. Estos robots tienen dos protocolos inalterables: deben preservar la vida, y no pueden modificarse a sí mismos. Originalmente vistos como la salvación de la humanidad, se veneraba a los robots. Sin embargo, cuando no pudieron detener el avance de la desertificación fueron relegados a la mano de obra y la servidumbre doméstica.
Jacq es un agente de seguros de la ROC (Robot Organic Century), la compañía que fabrica los robots. Un día investiga un informe de Wallace, un policía que le disparó a un robot, que afirma que este se estaba modificando a sí mismo y que se "veía con vida". Jacq descubre que el robot había escondido algunos componentes electrónicos robados, incluyendo una rara batería nuclear en miniatura que puede alimentar un robot indefinidamente, con lo que se volvería independiente de la red eléctrica.
Al día siguiente Jacq sigue un robot insurgente que estaba robando componentes. Cuando lo encuentra escondido fuera de las murallas de la ciudad, el robot se prende fuego en un intento de autodestruirse. Jacq rescata al robot quemado y lo lleva de vuelta a la ciudad, donde es examinado en un laboratorio. Jacq especula con su amigo y jefe, Robert que puede haber un relojero, una especie de mecánico, alguien que modifica ilegalmente robots que de alguna manera lograron alterar el segundo protocolo. Jacq hace un trato con Robert: si Jacq puede encontrar a la persona responsable de la alteración del protocolo, Robert va a transferirlo a una ciudad en la costa, pues Jacq teme que esta ciudad es demasiado peligrosa para su esposa e hija por nacer. Jacq tiene recuerdos de la infancia del océano antes de que se secara y su sueño es volver a verlo.
Jacq comparte su plan con Wallace, quien lo lleva a una mujer en el gueto que es dueña de un robot prostituta, llamada Cleo, capaz también de causar dolor para producir placer, si se le pide. Cuando la dueña del robot se niega a revelar el nombre del mecánico a Jacq y Wallace, Wallace enfurece y daña a Cleo. Wallace le dice a Jacq que debe esperar a que la dueña de Cleo la lleve a reparar para poder seguirla y así encontrar al mecánico.
Jacq sigue a Cleo hasta una especialista en robots llamada Dra. Dupre, pero Dupre dice que ella no sabe quién alteró el protocolo, algo que se supone que es imposible sin destruir el bio-núcleo del robot. Jacq da a Dupre el módulo que contiene el núcleo del robot quemado, y le dice que le dará la batería nuclear si ella encuentra la información que está buscando. Al día siguiente, Dupre llama Jacq para informarle  que instaló en Cleo un híbrido entre el núcleo averiado y un núcleo estándar; y que, como resultado, Cleo había comenzado a repararse a sí misma. Jacq envía un mensaje a Robert al respecto, pero la ROC intercepta el mensaje y envía un equipo de hombres y niños soldados. Matan a Dupre, pero Jacq es capaz de huir del taller y saltar en un coche que Cleo está usando para escapar. Conducen fuera de la ciudad, pero los persiguen dos secuaces de la ROC. Durante la persecución se encuentran con un área fortificada; colisionan y su vehículo estalla en llamas, mientras el coche de Jacq y Cleo voltea.
Jacq se despierta a la mañana siguiente en el desierto con Cleo y tres robots desconocidos. No obedecen sus órdenes de que lo lleven a la ciudad, pero el primer protocolo hace que lo lleven con ellos en su camino, para salvarlo del hambre y deshidratación. Jacq se las arregla para enviar en secreto un mensaje de texto con su ubicación aproximada a Robert. Sabiendo del peligro que corre Jacq, Robert pide a Wallace que recupere a Jacq a cambio de borrar el historial de Wallace, ya que sabía que estaba siendo investigado por consumo de drogas durante el servicio. Robert no sabe que Wallace pretende extorsionar Jacq por la mitad del valor de la batería nuclear, y cuando Wallace encuentra Jacq, se produce una confrontación física. Los robots, incapaces de hacer daño a Wallace aunque este pretenda dañar a Jacq, entran en confusión cuando Wallace amenaza Jacq con un arma. Dos robots consecutivamente dan un paso delante de la pistola para evitar que Wallace mate a Jacq, y ambos son destruidos. Cuando Cleo se pone delante de la pistola, Jacq dispara una pistola de bengalas en el estómago de Wallace, matándolo y causando que su compañero huya con su vehículo. Informada del fracaso, la ROC ordena a otro equipo de sicarios que mate a Jacq y destruya los robots restantes.
Los robots llevan a Jacq hasta una estación de teleférico en el borde de un cañón, donde Jacq se encuentra con el robot que alteró a los demás y que fue el primero de su tipo. Después de una charla filosófica con él, en la que Jacq expresa incertidumbre en sus recuerdos del océano y de su propia supervivencia, el robot le dice que es la evolución, que ninguna especie puede durar para siempre y que los robots llevaran con ellos parte de la humanidad, ya que fueron creados por los humanos.  Le entrega la batería nuclear que los robots necesitan. La usan para construir un robot con forma de insecto que se mueve con la gracia inteligente de un ser vivo. Las fuerzas de la ROC rastrean a Jacq. Incapaz de encontrarle, secuestran la esposa de Jacq y la hija recién nacida de ambos. Robert, en desacuerdo con la intención de utilizar la esposa y la hija de Jacq como rehenes, amenaza a los sicarios con una pistola que había tomado del cadáver de Wallace, dispara una vez y recibe un tiro, tras lo cual lo dejan para que muera. Por la mañana, los robots reparan un camión para que Jacq pueda volver a la ciudad. En el camino, Jacq descubre a Robert moribundo, se entera de que su familia está en peligro, y decide volver al teleférico. Mientras tanto, los secuaces llegan a la estación. Destruyen dos robots y dañan a Cleo. Cuando Jacq llega, estrella el camión en una pila de barriles, matando a dos miembros del ROC. Dispara a uno, pero es acorralado por el restante. Cuando este está a punto de rematar a Jacq, el robot-insecto salta y lo empuja fuera de la cornisa sobre el cañón, en la que él está. El hombre se aferra a algunas barras de refuerzo que sobresalen, pero se suelta y cae al vacío. Jacq, ante el miedo al robot, le apunta para destruirlo, pero al escuchar el llanto de su reciente hija desiste y el robot no lo amenaza, Cleo se acerca y le da las gracias.
Cleo y el robot creado por los otros robots suben al teleférico y son trasladados al otro lado del barranco, donde la zona radioactiva los mantendrán a salvo de los humanos para desarrollar su vida.

## Reparto
- Antonio Banderas como Jacq Vaucan.
- Birgitte Hjort Sørensen como Rachel.
- Melanie Griffith como Dr. Dupre
- Dylan McDermott como Wallace.
- Robert Forster como Robert Bold.
- Tim McInnerny como Vernon Conway.
- Andy Nyman como Ellis.
- David Ryall como Dominic Hawk.
- Javier Bardem como Blue Robot (Robot azul).
- Andrew Tiernan como Mánager.
- Christa Campbell como Tech.
- Bashar Rahal como Doctor.

## Producción

### Rodaje
La película se filmó en Nu Boyana Film Studios en Sofía, Bulgaria.

## Música
La música incluye obras de Händel («Arrival of the Queen of Sheba» y «Royal Fireworks») y Charles Trenet («La mer»).